# Pareulype maindroni
Pareulype maindroni là một loài bướm đêm trong họ Geometridae.